# ユリオルキス・ガンボア
ユリオルキス・ガンボア（Yuriorkis Gamboa、1981年12月23日 - ）は、キューバのプロボクサー。グアンタナモ出身。元WBAスーパー・IBF世界フェザー級統一王者。元WBA世界スーパーフェザー級暫定王者。元WBA世界ライト級暫定王者。世界3階級制覇王者。アテネオリンピックフライ級金メダリスト。
現在のトレーナーは父親のカルロス・ガンボア。妻と2人の子供、父親と兄弟はマイアミに一緒に住んでいるが、母親と姉妹はキューバで暮らしている。

## 来歴
オリンピックで金メダルを獲得するも、国からの報酬がほとんど無く生活が困窮したことで、生活費の足しにするため金メダルを1500ドルで売り払っている。

### アマチュア時代
2003年、タイバンコクで開催された世界選手権にフライ級（51kg）で出場するが準々決勝でソムジット・ジョンジョーホーに敗れた。
2004年、ギリシャアテネで開催されたアテネオリンピックにフライ級（51kg）で出場、2回戦でソムジット・ジョンジョーホーに雪辱を果たし金メダルを獲得した。
2005年、中華人民共和国綿陽市で開催された世界選手権にフェザー級（57kg）で出場するが準決勝で敗退し銅メダルを獲得した。

### プロ時代
2006年12月、パンアメリカン大会のトレーニングのために訪れていたベネズエラで、深夜にホテルからオドラニエル・ソリスとヤン・バルテレミーの3人で抜け出してバスに乗りコロンビアへ行き、さらにドイツへ亡命、アリーナ・ボックス・プロモーションと契約した。2007年4月27日にドイツでプロデビュー。
2008年2月22日、ジョニー・エドワーズ（アメリカ合衆国）とNABF北米スーパーフェザー級王座決定戦を行い、初回1分34秒でTKO勝ちを収め王座獲得に成功した。
2008年5月17日、ダーリン・ヒメネス（ドミニカ共和国）とWBCインターナショナルスーパーフェザー級王座決定戦を行い、4回にダウンを奪われるも、10回3-0（97-92、97-92、99-91）の判定勝ちを収め王座獲得に成功した。
2008年7月18日、NABO北米フェザー級王座決定戦でアル・シーガー（アメリカ合衆国）と対戦。初回に右フック1発でダウンを奪い即座にレフェリーストップ勝ち。王座を獲得した。
2009年4月17日、WBA世界フェザー級2位のホセ・ロハス（ベネズエラ）とWBA世界フェザー級暫定王座決定戦を行い、10回1分31秒でTKO勝ちを収め王座獲得に成功した。
2009年6月27日、正規王者クリス・ジョン（インドネシア）のスーパー王座認定に伴い、正規王座に認定された。
2009年10月10日、WBA世界フェザー級13位のワイベル・ガルシア（パナマ）と対戦し、4回TKO勝ちを収め初防衛に成功した。
2010年1月23日、WBA世界フェザー級13位のロジャース・ムタグワ（タンザニア）と対戦し、2回TKO勝ちを収め2度目の防衛に成功した。
2010年3月27日、WBA世界フェザー級7位のジョナサン・ビクター・バロス（アルゼンチン）と対戦し、3-0の判定勝ちを収め3度目の防衛に成功した。
2010年9月11日、IBF世界フェザー級王者のオルランド・サリド（メキシコ）と王座統一戦を行う。8回にダウンを奪われるが12回に2度ダウンを奪い（ガンボアはダウン後のサリドにパンチを当て2点減点された）3-0の判定勝ちを収めIBF王座の獲得、WBA王座の4度目の防衛に成功した 。なお、この試合はサリドが前日計量をパスしたものの、IBF独自ルールの当日計量で12ポンドオーバーしてIBF王座を剥奪され、ガンボアが勝利した場合のみIBF王座が獲得できるようになっていた 。試合後スーパー王座に認定。
2011年2月には、トレーナーのイスマエル・サラスが井岡一翔（日本）への指導を行うために来日した際に、ガンボアも共に来日した。その際にはポンサクレック・ウォンジョンカム（タイ）とスパーリングを行った。
2011年3月26日、1階級上のWBA世界スーパーフェザー級暫定王者のホルヘ・ソリス（メキシコ）と対戦し、ソリスから合計5度のダウンを奪った末に4回TKO勝ちを収め5度目の防衛に成功した。しかしIBF独自ルールの当日計量でガンボアは前日計量より10ポンド以上体重増加していたためIBFの規定によりIBF王座を剥奪された。
2011年5月、マイアミの自宅で妻を殴った暴行罪で逮捕され保釈金を支払い保釈された。
2011年6月11日、IBF世界フェザー級王座が剥奪されたことにより統一王者ではなくなったため、WBAよりWBA世界フェザー級スーパー王座（ユニファイド王座）を剥奪された。
2011年9月10日、アメリカ合衆国ニュージャージー州アトランティックシティの ボードウォーク・ホール・ダンスホールでダニエル・ポンセ・デ・レオン（メキシコ）と12回ノンタイトル戦で対戦し、8回に偶然のバッティングによる負傷でポンセ・デ・レオンの試合続行が不可能となった為、8回3-0（ 2者が80-72、79-73）の負傷判定勝ちを収めた。その後、プロモーター等とのトラブルもあり1年以上試合から遠ざかる。
2012年4月、ブランドン・リオス戦が発表されていたが、ガンボアがさらに多くのファイトマネーを欲しがり試合を一方的にキャンセル、契約を交わしていたトップランク社から契約違反で訴えられた。
2012年6月、ラッパーの50セントが和解金100万ドルをトップ・ランク社に支払い、ガンボアは50セントのSMSプロモーションズと契約した。
2012年12月8日、MGMグランド・ガーデン・アリーナにて、マニー・パッキャオVSファン・マヌエル・マルケス第4戦目の前座で、WBA世界スーパーフェザー級8位のマイケル・ファレナス（フィリピン）とWBA世界スーパーフェザー級暫定王座決定戦を行い、序盤からスピードを活かしたボクシングでファレナスを翻弄し、ガンボアも1度のダウンを奪われるも2度のダウンを奪った末に12回3-0（2者が117-109、118-108）の判定勝ちを収めて2階級制覇を達成した。
2013年1月、ガンボアが生活の拠点にしているマイアミにある「バイオジェネシス」というアンチエイジングのクリニックで、ガンボアが同クリニックからヒト成長ホルモン（HGH）、インスリン様成長因子1（IGF-1）、テストステロン入りクリームなどの禁止ドーピング薬物を購入した際のやり取りが書かれた文書が見つかったことが報じられる。同時にMLBのアレックス・ロドリゲスやライアン・ブラウンなどの有名選手も同クリニックから禁止ドーピング薬物を購入していたことが報じられ、バイオジェネシス・スキャンダルとして大きな注目を集めることになる。その後、MLBは報道があった選手を徹底調査し出場停止などの処分を下した。しかしボクシングにはMLBのような統一機関が存在しないためガンボアを追跡調査する手段がなく、ガンボアが一切調査されることなく試合に出場していることをYahooやスポーツイラストレイテッドの記者は問題であると指摘した。
2013年3月、ライト級に転向する為にWBA世界スーパーフェザー級暫定王座を返上した。
2013年6月8日、カナダ・モントリオールのベル・センターでWBA世界ライト級2位のダーリー・ペレス（コロンビア）とWBA世界ライト級暫定王座決定戦を行い、12回3-0（2者が116-111、115-112）の判定勝ちを収め3階級制覇を達成した。
2013年11月、元妻へ暴力を振るったとして逮捕され、家庭内暴力でマイアミの刑務所へ収監された。ガンボアが家庭内暴力で逮捕されるのは2度目となる。
2014年5月17日、カリフォルニア州イングルウッドのグレート・ウェスタン・フォーラムでWBO世界スーパーフェザー級王者ミゲル・アンヘル・ガルシアと対戦する予定だったが、ガンボアが高額のファイトマネーを要求し試合をキャンセルした。
2014年5月、同年6月28日にWBO世界ライト級王者テレンス・クロフォードと対戦することが決定した為、WBA世界ライト級暫定王座を返上した。
2014年6月28日、ネブラスカ州オマハのセンチュリーリンク・センター・オマハでWBO世界ライト級王者テレンス・クロフォードと対戦するが、5回と8回に1度ずつ、9回には2度ダウンを奪われ、9回2分53秒KO負けでプロ初黒星を喫し、WBO王座獲得に失敗した。試合後ドーピング検査が行われると指示があり控え室で待機していたが、結局ネブラスカ州アスレチックコミッションの怠慢により検査は行われなかった。
2015年9月、同年5月に破産を申請したSMSプロモーションズからの契約解除を求めて裁判を起こした。
2016年1月、契約解除を求めてSMSプロモーションズを訴えていた裁判で、裁判所は契約は有効であるとしてガンボア敗訴の判決を下した。
2016年3月17日、SMSプロモーションズに加えて、新たにスペインのプロモート会社BBプロモーションズと契約した。
2016年12月17日、フランスでマルコム・クラッセンと試合予定だったが、試合当日にクラッセンとトレーナーが地元警察に逮捕され試合中止となった。地元警察がクラッセンのホテルの部屋に踏み込み、違法運動能力向上薬の所持を確認して逮捕に至ったと複数の報道機関が報じた。
2017年1月23日、オスカー・デ・ラ・ホーヤのゴールデンボーイ・プロモーションズと契約を発表した。
2017年3月11日、約1年4カ月ぶりの試合をニューヨーク州ヴェローナのターニング・ストーン・リゾート&カジノ内ターニング・ストーン・イベント・センターにてデイビッド・レミューVSカーティス・スティーブンスの前座でレネ・アルバラードと対戦し、10回3-0（97-92×2、97-93）の判定勝ちを収めた。
2017年5月5日、ラスベガスのMGMグランド・ガーデン・アリーナでロビンソン・カステリャノスと対戦するが、7回終了時に棄権を申し出て7回終了TKO負けを喫した。
2017年11月25日、フールー・シアターで元WBA世界スーパーフェザー級王者のジェイソン・ソーサとスーパーフェザー級10回戦を行い、10回2-0（95-93、96-92、94-94）の判定勝ちを収めた。
2018年3月20日、ガンボアの要望で、ゴールデンボーイ・プロモーションズを契約解除となった。
2019年2月、アル・ヘイモンと契約した。
2019年7月27日、メリーランド州ボルチモアのロイヤル・ファームズ・アリーナにてガーボンタ・デービスVSリカルド・ニュネスの前座でローマン・マルチネスと対戦し、2回TKO勝利を収めた。
2019年12月28日、ジョージア州アトランタのステートファーム・アリーナにてWBA世界ライト級レギュラー王座決定戦でジャーボンテイ・デービスと対戦し、12回TKO負けを喫した。ガンボアは2回にダウンを喫した際に右足のアキレス腱を断裂する大怪我を負って後日手術を受けた。
2020年11月7日、フロリダ州ハリウッドにてWBC世界ライト級王者デヴィン・ヘイニーと対戦し、反則のホールディングを繰り返したために11回に減点を取られ、12回0-3の判定負けを喫して王座獲得に失敗した。
2022年4月16日、テキサス州のAT&Tスタジアムにてエロール・スペンス・ジュニア対ヨルデニス・ウガスの前座でイサック・クルスとWBOインターコンチネンタルライト級王座決定戦を行い、5回TKO負けを喫して王座獲得に失敗した。
2022年12月31日、キューバのサンティアーゴ・デ・クーバで、車で歩行者を轢く死亡事故を起こし、刑務所に収監された。
2023年3月2日、死亡事故で起訴はされたが、収監されていた刑務所から釈放された。

## 戦績
- アマチュアボクシング：245戦 230勝 15敗
- プロボクシング：35戦 30勝 (18KO) 5敗

| 戦           | 日付           | 勝敗 | 時間     | 内容         | 対戦相手                         | 国籍           | 備考                                                                  |
| ------------ | -------------- | ---- | -------- | ------------ | -------------------------------- | -------------- | --------------------------------------------------------------------- |
| 1            | 2007年4月27日  | ☆    | 4R       | 判定 3-0     | アレクサン・マンベリャン         | アルメニア     | プロデビュー戦                                                        |
| 2            | 2007年6月16日  | ☆    | 4R 終了  | TKO          | アライク・サッチバジャン         | チェコ         |                                                                       |
| 3            | 2007年7月6日   | ☆    | 2R 0:35  | TKO          | ジョエル・マヨ                   | チリ           |                                                                       |
| 4            | 2007年9月2日   | ☆    | 1R 1:04  | TKO          | トーマス・ヘンストバーガー       | オーストリア   |                                                                       |
| 5            | 2007年9月21日  | ☆    | 1R 1:05  | KO           | ネストール・ウーゴ・パニアグア   | アルゼンチン   |                                                                       |
| 6            | 2007年10月19日 | ☆    | 2R 2:11  | TKO          | サミュエル・ケベデ               | スウェーデン   |                                                                       |
| 7            | 2007年10月30日 | ☆    | 6R 0:35  | TKO          | アダルトン・デ・ヘスス           | ブラジル       |                                                                       |
| 8            | 2008年1月5日   | ☆    | 1R 1:54  | TKO          | ヒルベルト・ルケ                 | メキシコ       |                                                                       |
| 9            | 2008年2月22日  | ☆    | 1R 1:34  | TKO          | ジョニー・エドワード             | アメリカ合衆国 | NABF北米スーパーフェザー級王座決定戦                                  |
| 10           | 2008年5月17日  | ☆    | 10R      | 判定 3-0     | ダーリン・ヒメネス               | ドミニカ共和国 | WBCインターナショナルスーパーフェザー級王座決定戦                     |
| 11           | 2008年7月18日  | ☆    | 1R 2:30  | TKO          | アル・シーガー                   | アメリカ合衆国 | NABO北米フェザー級王座決定戦                                          |
| 12           | 2008年10月4日  | ☆    | 2R 1:41  | KO           | マルコス・ラミレス               | アメリカ合衆国 |                                                                       |
| 13           | 2009年1月9日   | ☆    | 10R 2:12 | TKO          | ロジャー・ゴンサレス             | アメリカ合衆国 |                                                                       |
| 14           | 2009年2月20日  | ☆    | 1R 0:35  | KO           | ウォルター・エストラーダ         | コロンビア     |                                                                       |
| 15           | 2009年4月17日  | ☆    | 10R 1:31 | TKO          | ホセ・ロハス                     | ベネズエラ     | WBA世界フェザー級暫定王座決定戦→正規王座に認定                        |
| 16           | 2009年10月10日 | ☆    | 4R 0:58  | TKO          | ワイベル・ガルシア               | パナマ         | WBA防衛1                                                              |
| 17           | 2010年1月23日  | ☆    | 2R 2:35  | KO           | ロジャース・ムタグワ             | タンザニア     | WBA防衛2                                                              |
| 18           | 2010年3月27日  | ☆    | 12R      | 判定 3-0     | ジョナサン・ビクター・バロス     | アルゼンチン   | WBA防衛3                                                              |
| 19           | 2010年9月11日  | ☆    | 12R      | 判定 3-0     | オルランド・サリド               | メキシコ       | WBA・IBF世界フェザー級王座統一戦 WBA防衛4→スーパー王座に認定・IBF獲得 |
| 20           | 2011年3月26日  | ☆    | 4R 1:31  | TKO          | ホルヘ・ソリス                   | メキシコ       | WBA防衛5 / 体重超過によりIBF剥奪                                      |
| 21           | 2011年9月10日  | ☆    | 8R 2:41  | 負傷判定 3-0 | ダニエル・ポンセ・デ・レオン     | メキシコ       |                                                                       |
| 22           | 2012年12月8日  | ☆    | 12R      | 判定 3-0     | マイケル・ファレナス             | フィリピン     | WBA世界スーパーフェザー級暫定王座決定戦                               |
| 23           | 2013年6月8日   | ☆    | 12R      | 判定 3-0     | ダーリー・ペレス                 | コロンビア     | WBA世界ライト級暫定王座決定戦                                         |
| 24           | 2014年6月28日  | ★    | 9R 2:53  | TKO          | テレンス・クロフォード           | アメリカ合衆国 | WBO世界ライト級タイトルマッチ                                         |
| 25           | 2014年11月15日 | ☆    | 6R 1:13  | TKO          | ホエル・モンテス・デ・オカ       | メキシコ       |                                                                       |
| 26           | 2015年12月19日 | ☆    | 10R      | 判定 3-0     | ハイロン・ウィリアムズ・ジュニア | アメリカ合衆国 |                                                                       |
| 27           | 2017年3月11日  | ☆    | 10R      | 判定 3-0     | レネ・アルバラード               | ニカラグア     |                                                                       |
| 28           | 2017年5月5日   | ★    | 7R 終了  | TKO          | ロビンソン・カステリャノス       | メキシコ       |                                                                       |
| 29           | 2017年8月12日  | ☆    | 10R      | 判定 2-0     | アレクシス・レイジェス           | メキシコ       |                                                                       |
| 30           | 2017年11月25日 | ☆    | 10R      | 判定 2-0     | ジェイソン・ソーサ               | アメリカ合衆国 |                                                                       |
| 31           | 2018年11月10日 | ☆    | 10R      | 判定 3-0     | ミゲール・ベルトラン             | メキシコ       |                                                                       |
| 32           | 2019年7月27日  | ☆    | 2R 2:00  | KO           | ローマン・マルチネス             | プエルトリコ   |                                                                       |
| 33           | 2019年12月28日 | ★    | 12R 1:17 | TKO          | ジャーボンテイ・デービス         | アメリカ合衆国 | WBA世界ライト級王座決定戦                                             |
| 34           | 2020年11月7日  | ★    | 12R      | 判定 0-3     | デヴィン・ヘイニー               | アメリカ合衆国 | WBC世界ライト級タイトルマッチ                                         |
| 35           | 2022年4月16日  | ★    | 5R 1:32  | TKO          | イサック・クルス                 | メキシコ       | WBOインターコンチネンタルライト級王座決定戦                           |
| テンプレート |                |      |          |              |                                  |                |                                                                       |

## 獲得タイトル
- NABF北米スーパーフェザー級王座
- WBCインターナショナルスーパーフェザー級王座
- NABO北米フェザー級王座
- WBA世界フェザー級暫定王座（防衛0→正規王座に認定）
- WBA世界フェザー級王座（防衛5）
- IBF世界フェザー級王座（防衛0→剥奪）
- WBA世界フェザー級スーパー王座（防衛0→剥奪）
- WBA世界スーパーフェザー級暫定王座（防衛0→返上）
- WBA世界ライト級暫定王座（防衛0→返上）

## 脚註
1. 1 2 3  “Man with a plan: Gamboa looking to get his medal back”.   USA TODAY (2011年3月25日). 2014年2月10日閲覧。
2. ↑  “12.World Championships - Bangkok, Thailand - July 6-12 2003”.   Amateur.Boxing.Strefa.pl. 2013年12月1日閲覧。
3. ↑  “28.Olympic Games Athens, Greece August 14-29, 2004”.   Amateur.Boxing.Strefa.pl. 2013年12月1日閲覧。
4. ↑  “13.World Championships Mianyang, China November 13-20, 2005”.   Amateur.Boxing.Strefa.pl. 2013年12月1日閲覧。
5. ↑  ガンボア、不敗挑戦者撃退 WBAフェザー級 ボクシングニュース「Box-on!」2010年3月28日
6. ↑  ダウン応酬 ガンボア判定勝ちで王座統一 A&Fフェザー級 ボクシングニュース「Box-on!」2010年9月12日
7. ↑  計量後食べ過ぎて王座剥奪!!　ＩＢＦのサリド ボクシングニュース「Box-on!」2010年9月12日
8. ↑  ボクシングビート 2011年4月号参照。
9. ↑  ガンボア圧勝、ソリスを5度倒す IBF王座ははく奪 ボクシングニュース「Box-on!」2011年3月27日
10. ↑  “Yuriorkis Gamboa's Arrest: Additional Details Surface”.   Boxing Scene.com (2011年5月5日). 2013年8月10日閲覧。
11. ↑  ガンボア負傷判定勝ち フェザー級卒業!? ボクシングニュース「Box-on!」2011年9月12日閲覧
12. 1 2  “Oner: Gamboa, Huge Talent Wasted By Extreme Greed”.   Boxing Scene.com (2013年9月22日). 2013年12月1日閲覧。
13. ↑  ガンボアが1年3か月ぶりの勝利 ボクシングニュース「Box-on!」2012年12月9日
14. ↑  “A・ロドリゲスらに薬物使用疑惑、米紙報道” (2013年1月30日). 2013年8月10日閲覧。
15. ↑  “Boxing tempting sad fate with lack of drug testing”.   Sports Illustrated.com (2013年8月6日). 2013年8月10日閲覧。
16. ↑  “How MLB's handling of Biogenesis scandal makes combat sports look like a joke”.   Yahoo Sports.com (2013年8月7日). 2013年8月10日閲覧。
17. ↑  World Boxing Association Rankingを参照。
18. ↑  WBA Ratings movements as of April 2013も参照。
19. ↑  ガンボア、ペレスに3-0判定　ライト級暫定獲得 ボクシングニュース「Box-on!」2013年6月9日
20. ↑  “Lightweight Yuriorkis Gamboa jailed”.   ESPN.com (2013年11月14日). 2013年12月9日閲覧。
21. ↑  クロフォードvsガンボア決定　6.28王者の地元で Boxing News（ボクシングニュース） 2014年5月7日
22. ↑  クロフォード4度倒しKO防衛、ガンボア初黒星 Boxing News（ボクシングニュース） 2014年6月29日
23. ↑  “Nebraska commission drops the ball”.   ESPN.com (2014年7月3日). 2014年7月10日閲覧。
24. ↑  “Yuriorkis Gamboa Sues 50 Cent To Break Contract”.   Boxing Scene.com (2015年9月30日). 2015年10月6日閲覧。
25. ↑  “50 Cent Beats Yuriorkis Gamboa in Court, Contract Still Valid”.   Boxing Scene.com (2016年1月26日). 2016年2月2日閲覧。
26. ↑  Yuriorkis Gamboa signs with BB Promotions Fightnews.com 2016年3月17日
27. ↑  “Yuriorkis Gamboa Hints That a Major Fight is Coming Soon”.   Boxing Scene.com (2016年3月19日). 2016年3月20日閲覧。
28. ↑  ガンボアがスペインのプロモーターと契約 Boxing News（ボクシングニュース） 2016年3月24日
29. ↑  “Gamboa, 50 Cent reconcile as Gamboa sets sights on world title in 2016”.   Fightnews.com (2016年4月20日). 2016年5月14日閲覧。
30. ↑  “Gamboa Fight is Off, Klassen Arrested at Hotel on Drug Charges”.   Boxing Scene.com (2016年12月17日). 2017年1月22日閲覧。
31. ↑  ガンボアがGBPと契約　3.11レミュー前座で復帰戦 Boxing News（ボクシングニュース） 2017年1月24日
32. ↑  レミューが一撃KO勝ち、ガンボアは判定で復帰 Boxing News（ボクシングニュース） 2017年3月12日
33. ↑  ガンボア7回終了棄権、カステリャノスにまさかの敗戦 Boxing News（ボクシングニュース） 2017年5月6日
34. ↑  Gamboa edges Sosa; Barrera beats Valera Fightnews.com 2017年11月25日
35. ↑  チャーがWBAヘビー級正規王者、ガンボアが辛勝 Boxing News（ボクシングニュース） 2017年11月26日
36. ↑  “Yuriorkis Gamboa, Golden Boy Promotions Part Ways”.   Boxing Scene.com (2018年3月20日). 2018年3月23日閲覧。
37. ↑  “Yuriorkis Gamboa Aims To Rejuvenate Career With PBC”.   Boxing Scene.com (2019年2月12日). 2019年2月19日閲覧。
38. ↑  “Gamboa Blows Out Rocky Martinez, Wants Gervonta Davis Next”.   Boxing Scene.com (2019年7月27日). 2019年7月29日閲覧。
39. ↑  “Yuriorkis Gamboa’s Achilles rupture confirmed, severity still a question”.   Bad Left Hook (2019年12月31日). 2020年1月4日閲覧。
40. ↑  “Yuriorkis Gamboa to have surgery after Achilles tear in Gervonta Davis bout”.   ESPN (2020年1月14日). 2020年2月14日閲覧。
41. ↑  “Yuriorkis Gamboa Jailed in Cuba Over Fatal Car Accident”.   Boxing Scene.com (2023年1月2日). 2023年1月13日閲覧。
42. ↑  “Yuriorkis Gamboa Released From Jail, Awaits Trial Date For Tragic Accident”.   Boxing Scene.com (2023年3月2日). 2023年4月1日閲覧。